# Geilenkirchen
Geilenkirchen (Nederlands, verouderd: Geelkerken) is een stad in de Duitse deelstaat Noordrijn-Westfalen, Kreis Heinsberg.
Geilenkirchen ligt in het westen van Noordrijn-Westfalen op zo’n zeven kilometer afstand van de Nederlandse grens van Zuid-Limburg. De rivier de Worm stroomt door de stad en is in het centrum over een afstand van honderd meter overkluisd. Een deel van de stad ligt in het Wormdal en ten westen van de stad ligt de Geilenkirchener Lehmplatte. In het westen van de gemeente ligt een deel van de Teverener Heide die onderdeel is van het grensoverschrijdende Heidenatuurpark.
De stad telt 27.518 inwoners (31 december 2020) op een oppervlakte van 83,23 km².
Nabij Geilenkirchen is een NAVO-steunpunt met zeventien AWACS-vliegtuigen op NATO Air Base Geilenkirchen. AWACS staat voor het Airborne warning and control system en is onderdeel van de NATO Early Warning Force (NAEWF).

## Naam
Oorspronkelijk heette Geilenkirchen „Gelekircke“ (in het plaatselijk dialect „Jellekercke“; in het Nederlands vroeger „Geelkerken“).

Vanaf 1170 komt de naam in allerlei Nederfrankische en Hoogduitse vormen en mengvormen voor, afhankelijk van de herkomst van de auteur: in 1170 Gelenkirchen, 1244 Gelinkerike, 1252 Gelenkirche, 1270 Geilenkirge, 1276 Gelinkirke, 1277 Geilinkirchin, 1290 Gelinkirken, 1328 Gelynkirchen, 1363 Geillenkyrken, enz.

In het plaatselijk dialect wordt met „Gelekerke“ aan de oorspronkelijk Nederfrankische vorm vastgehouden.

## Geschiedenis
Op de plaats lag aan de heerweg Aken – Roermond bij een doorwaadbare plaats van de rivier de Worm. Ten tijde van het Romeinse Rijk was op deze strategische plaats een castellum. Bij opgravingen tijdens de jaren 1930 zijn er graven uit de 6e en 7e eeuw gevonden. Ook scherven die opgegraven zijn op de markt bevestigen bewoning vanaf de vroege middeleeuwen. De plaats wordt in het jaar 1170 voor het eerst genoemd in een document van de Keulse aartsbisschop Filips I van Heinsberg. Vanaf het jaar 1200 hadden de heren van Heinsberg er een waterburcht, die ten noordoosten van de huidige markt ligt. In 1472 kwam de heerlijkheid bij het Hertogdom Gulik en deze situatie heeft ruim 300 jaar geduurd. De Fransen onder Napoleon Bonaparte veroverde de stad en lieten een stenen brug over de Worm bouwen. In 1815 kwam de stad bij Pruisen. Een eeuw later, na afloop van de Eerste Wereldoorlog, werd de stad door Franse, Marokkaanse en Belgische troepen bezet. De laatste Belgen vertrokken in 1929. In de Tweede Wereldoorlog was de stad onderdeel van de Westwall. In november 1944 naderde het front de stad en op 8 november bombarderen de geallieerden de stad met napalm. Elf dagen later wordt de stad veroverd door de Britten en Amerikanen. Waterburcht werd in 1945 verwoest en daarna zijn overblijfselen geïntegreerd in het schoolgebouw van het bisschoppelijk gymnasium St. Ursula. Na deze oorlog behoorde de stad tot de Britse bezettingszone en in 1955 werd deze bezetting beëindigd. In 1953 werd door de Royal Air Force tussen de stad en de grens met Nederland het vliegveld RAF Geilenkirchen ingericht, dat in 1968 aan Duitsland werd overgedragen. In 1971 verloor de stad de status Kreisstadt en het in het stadscentrum gelegen Kreishaus wordt vanaf dat moment gebruikt als belastingkantoor. Op 1 januari 1972 werden de gemeenten Beeck, Immendorf, Lindern, Süggerath, Teveren en Würm opgenomen in de gemeente Geilenkirchen.

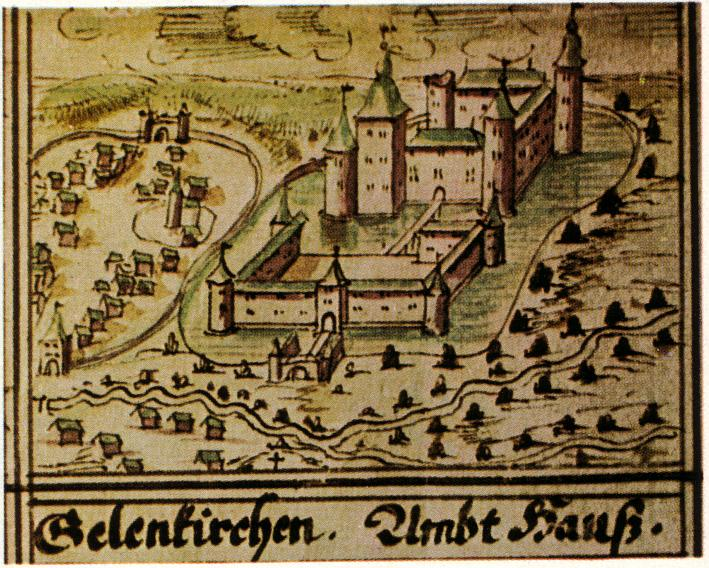
Burcht Geilenkirchen in een tekening uit 1720

## Bezienswaardigheden
- St. Maria Hemelvaartskerk (in het Duits St. Mariä Himmelfahrt), een classicistische bakstenen parochiekerk gelegen aan de markt in het centrum van de stad. De eerste kerk op deze plek werd in 1247 gewijd. Ruim tweehonderd jaar later, in 1487 werd de kerk afgebroken vanwege haar slechte toestand. Er werd een nieuwe kerk gebouwd, die in 1825 vervangen werd door de huidige. In 1953 was de oorlogsschade hersteld en in 1979/1980 volgde een renovatie.
- De ruïne van de burcht, gelegen in het gymnasium aan de markt. Deze heeft een zeshoekige vorm en de voorburcht is bijna rechthoekig. De voorburcht is na de verwoesting in 1543 heropgebouwd en op de sluitsteen staat ANNO 1649. De onderbouw van de burcht komt uit de 14e eeuw en de bakstenen toren stamt waarschijnlijk uit de 15e eeuw. De slotgracht is gedempt. De kelder heeft gewelven en hier bevond zich in vroeger tijden de kerker. De burcht is tegenwoordig een beetje verstopt door de aanleg van nieuwere gebouwen. Aan de zuidwestkant bevindt zich een aula, die vroeger als kapel werd gebruikt.[2]
- Zo’n vier kilometer ten noordoosten van het centrum begint de museumspoorlijn Geilenkirchener Kreisbahn. Deze is op meterspoor en heeft een lengte van 5,5 kilometer. Voor opheffing in 1971 liep deze smalspoorlijn van Alsdorf via Geilenkirchen naar de grens met Nederland bij Broeksittard.
- Kasteel Trips in het noordoosten van de stad in het dal van de Worm. Dit is een middeleeuws kasteel dat in barokke stijl is verbouwd.

## Vervoer
- Sinds 1852 heeft de stad een treinstation aan de spoorlijn Aken – Mönchengladbach. Er gaan treinen naar Aken, het Ruhrgebied en Heinsberg. Van 1900 tot 1971 maakten de treinen van de Geilenkirchener Kreisbahn hier kop.
- Bij het centrum begint de Sittarder Straße. Deze oude weg heet buiten de stad Bundesstraße 56 en loopt via Gillrath, Stahe, Gangelt, Süsterseel en Wehr naar het centrum van Sittard. Ten tijde van het Hertogdom Gulik was dit een belangrijke verbinding met de Maasvallei.
- Over voorgenoemd traject gaat buslijn SB3, die eindigt bij station Sittard.
- De Bundesstraße 221 loopt langs de stad. Deze komt van Alsdorf en loopt via Heinsberg parallel langs de Nederlandse grens en eindigt bij Straelen ten noordoosten van Venlo.

## Sport
Voetbalclub FC Germania 1910 Teveren komt uit Geilenkirchen.

## Bekende personen
Geboren in Geilenkirchen:
- Ludolf Camphausen (1803–1890), bankier, minister-president van Pruisen in het revolutiejaar 1848
- Otto von Camphausen (1812–1896), minister van Financiën van Pruisen
- Max Wilms (1867–1918), patholoog en chirurg
- Jürgen Heinrichs (1977), profvoetballer
- Rosa Klöser (1996), wielrenster

Inwoner van de stad:
- Nikolaus Becker (1809–1845), advocaat en dichter van het Rheinlied
- Debbie Schippers (1996), zangeres en presentatrice

## Afbeeldingen

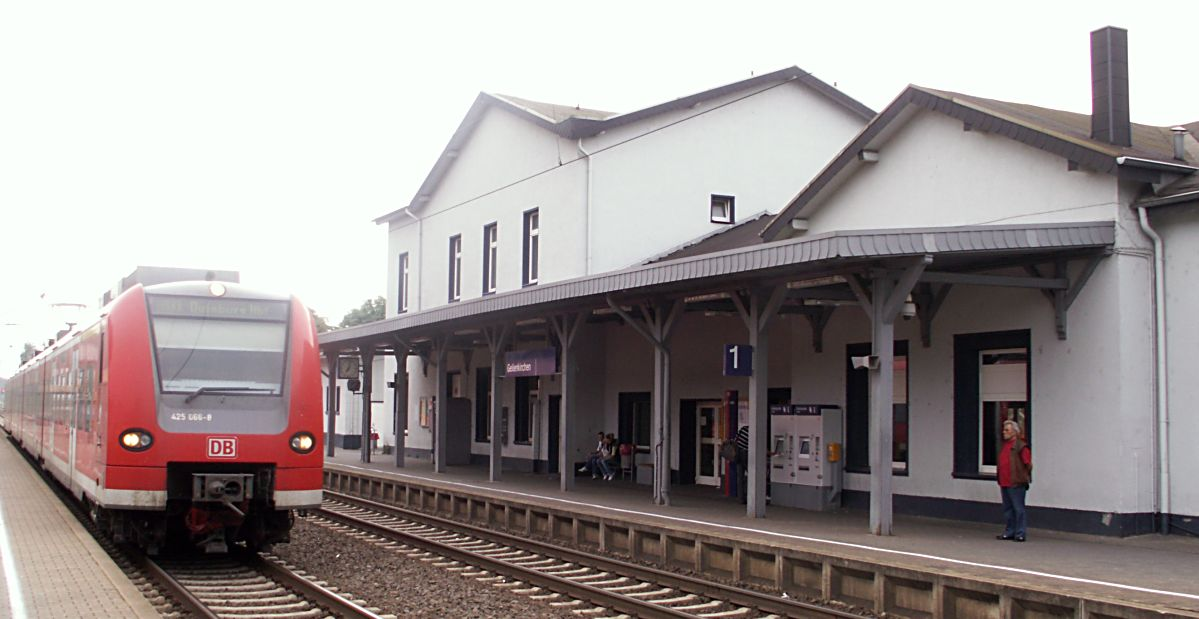
Station Geilenkirchen
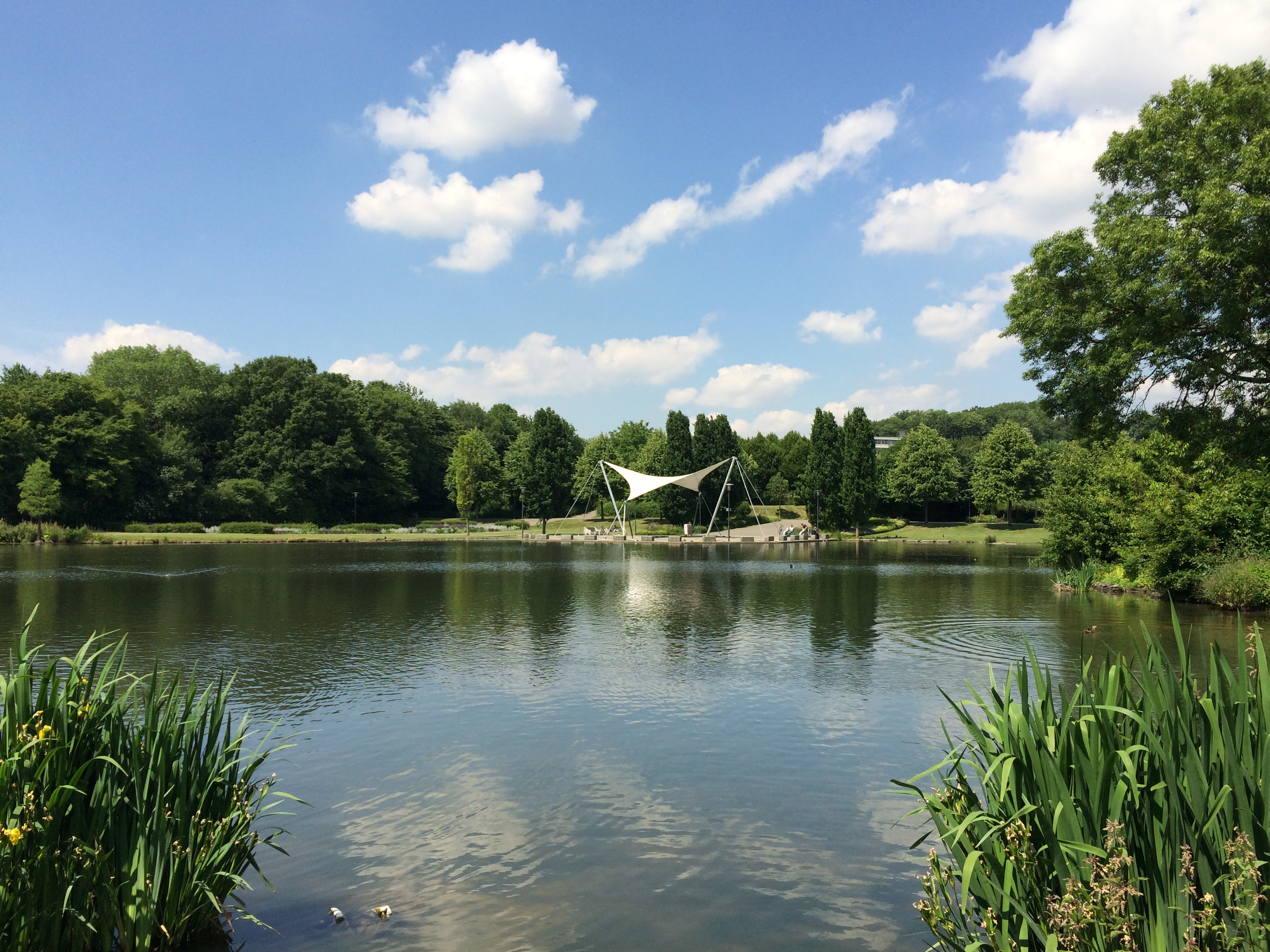
Wurmauenpark
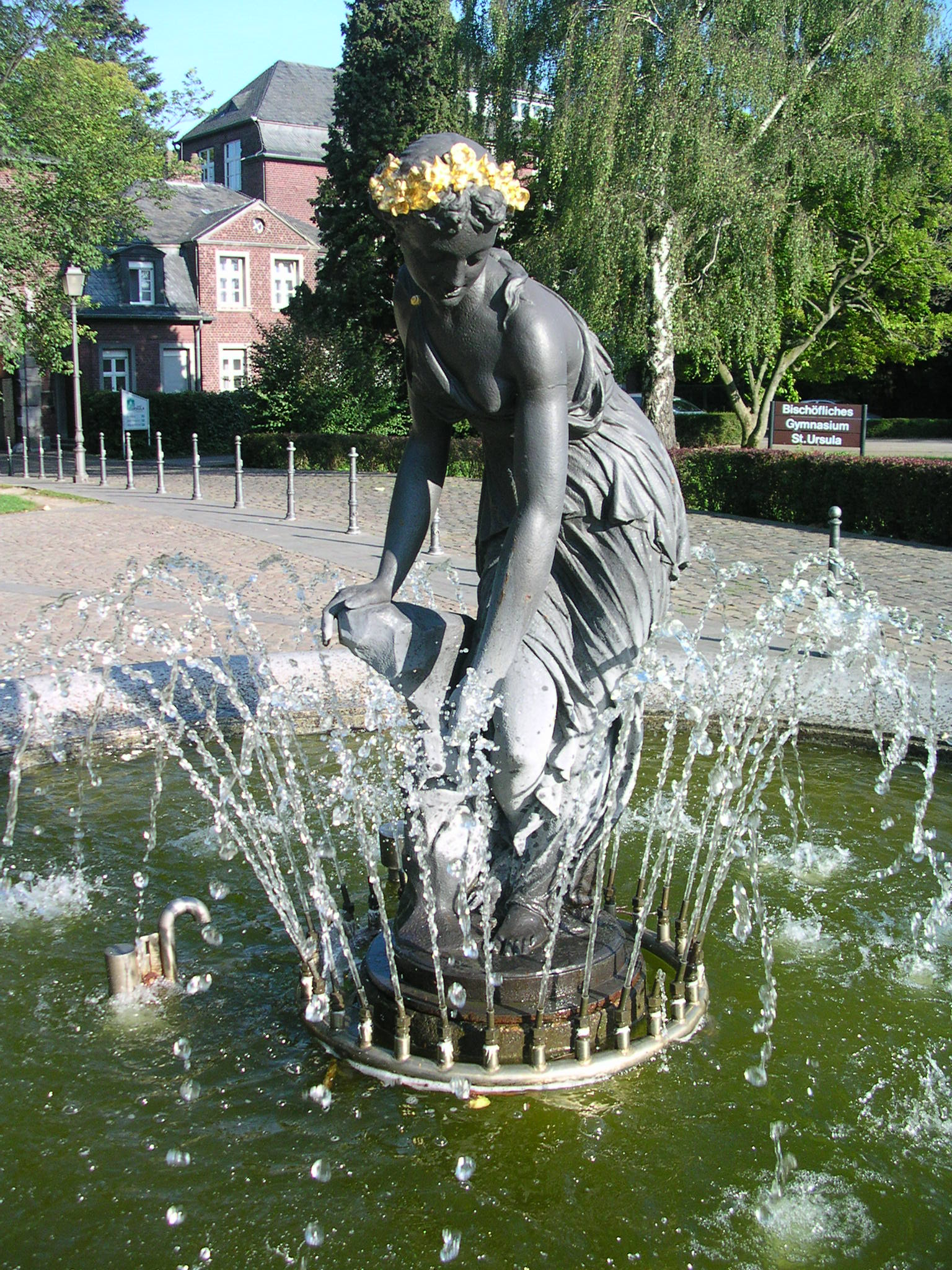
Fontein bij Marienkirche
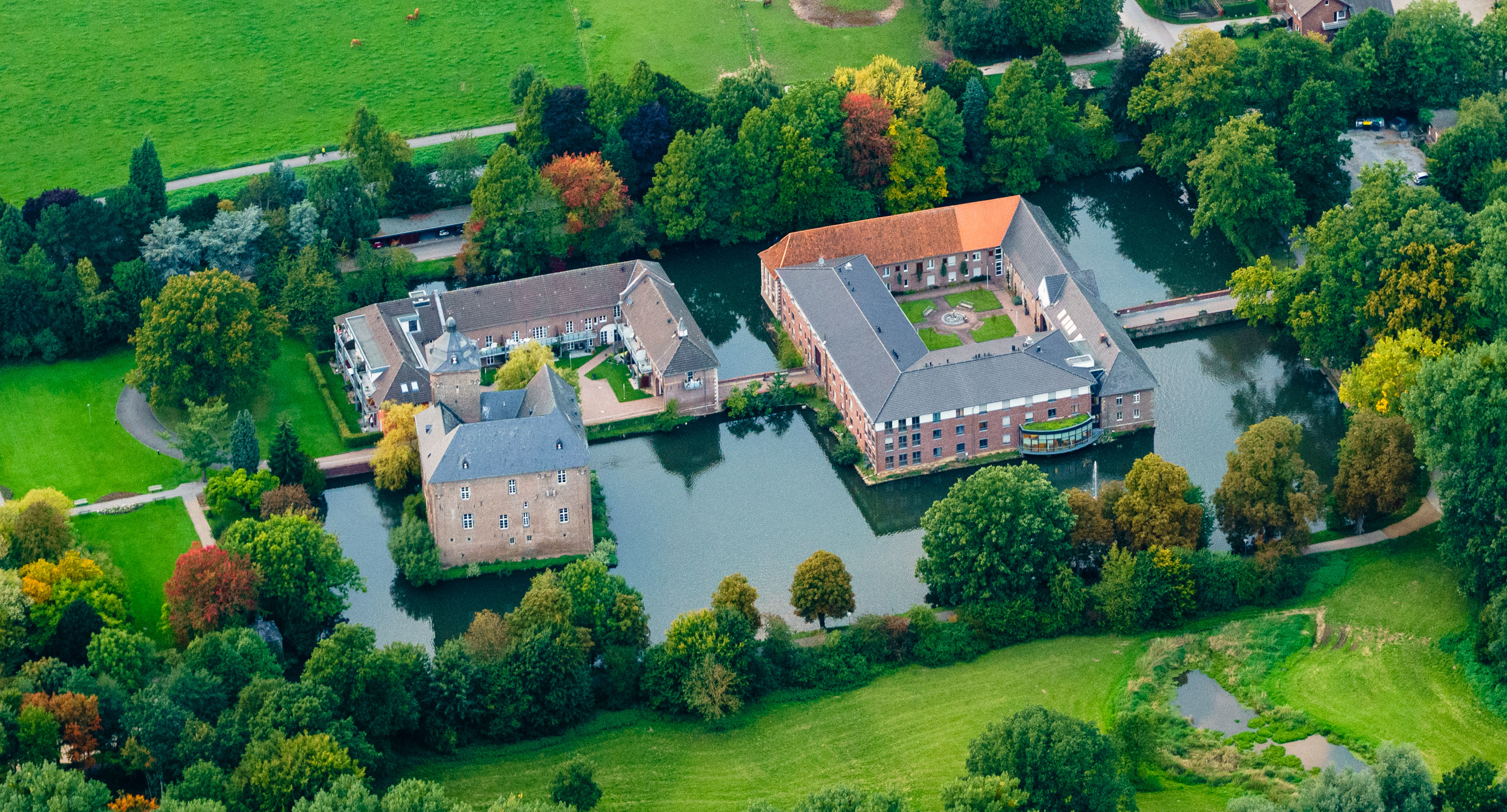
Kasteel Trips
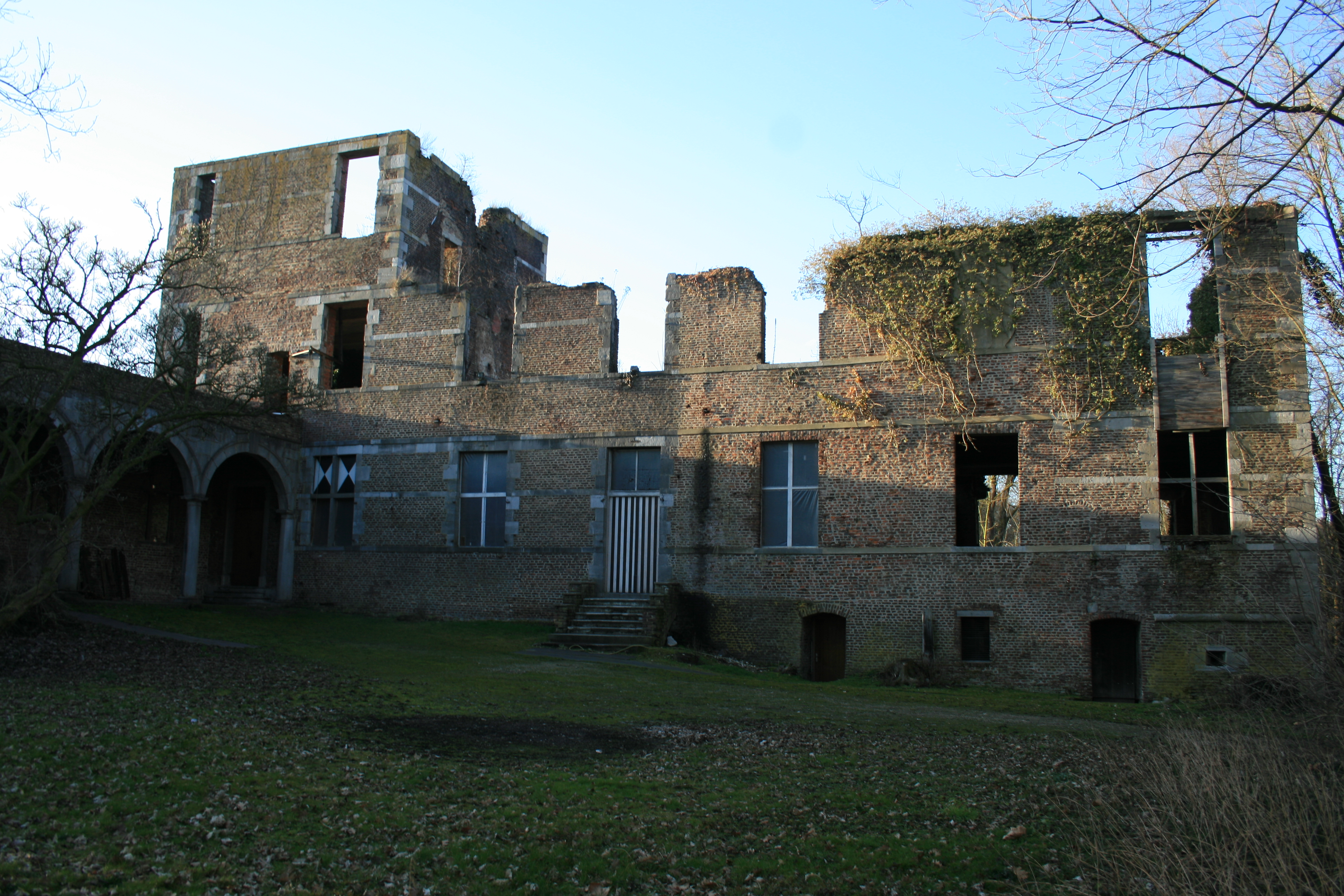
Schloss Leerodt
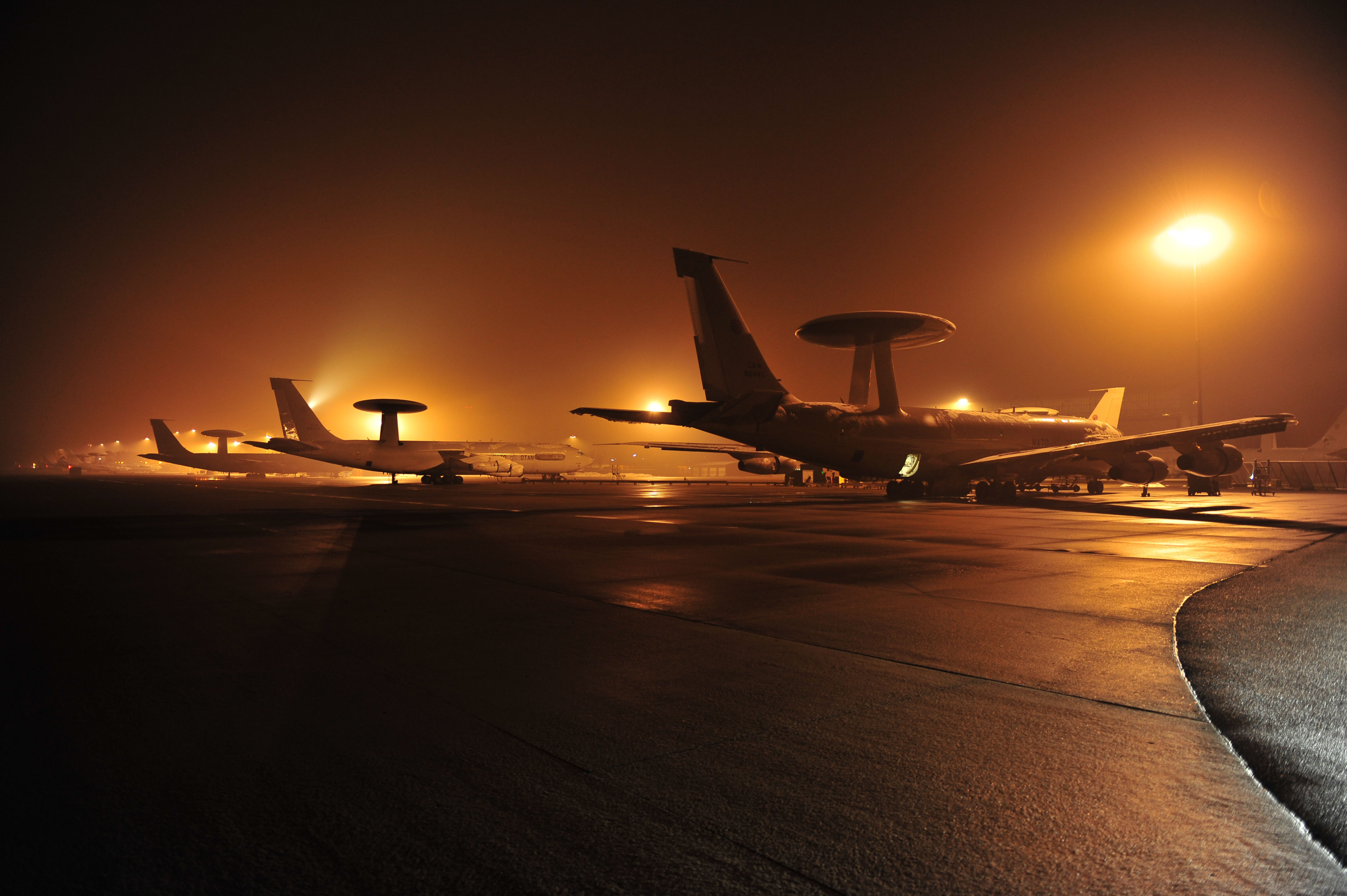
Boeing E-3's op NATO Airbase Geilenkirchen
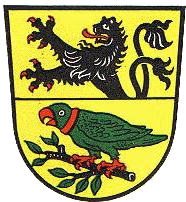
Stadwapen voor de gemeentefusie van 1972

Erkelenz · Gangelt · Geilenkirchen · Heinsberg · Hückelhoven · Selfkant · Übach-Palenberg · Waldfeucht · Wassenberg · Wegberg